# Bálint Andor
Bálint Andor (Büchler Andor, Tiszavárkony, 1920. május 21. – Budapest, 2006. május 16.) genetikus, növénynemesítő, biológus, egyetemi tanár.

## Életútja
1920. május 21-én látta meg a napvilágot Tiszavárkonyban. Általános iskolába Szentmártonkátán járt, a középiskolai tanulmányait Jászberényben végezte. A József Nádor Műszaki és Gazdaságtudományi Egyetem Mezőgazdasági Osztályán 1939-től volt tanuló, örökléstant, növénynemesítést és növénytermesztést hallgatott Szabó Zoltán, Dobi Géza és Surányi János professzorok előadásain.
A második világháború során a keleti fronton, a Don-kanyarban volt munkaszolgálatos, oklevelét emiatt 1946-ban kapta meg. Ezután Mosonmagyaróváron járt Willax Ödön professzorhoz az egyéves bentlakásos Felsőbb Növénynemesítő Tanfolyamra. Miután megszerezte növénynemesítői diplomáját, 1947-ben Budapestre ment, ahol a Növény Örökléstani Kutató Intézetben kezdett dolgozni, melyet Győrffy Barna vezetett. 1948-ban doktorált. 1949 és 1954 között osztályvezetőként működött a Földművelési Minisztérium Mezőgazdasági Tudományos Központjában (MTK), szaktitkár volt az MTA Hivatalában valamint tanszékvezető a zsámbéki Mezőgazdasági Akadémia Agrobiológiai Tanszékén. 1952-ben nyerte el a kandidátusi fokozatot doktori disszertációja alapján, 1953-ban lett rektorhelyettes a Magyar Agrártudományi Egyetemen, egyúttal az Agrobiológiai Tanszék vezetőjévé választották.
1954-ben került Gödöllőre, itt Solt Jenő halála után a megüresedett Növénynemesítés Tanszék vezetői feladatát látta el. 31 éven keresztül, egészen 1985-ig működött eme tisztségében, 1990-ben vonult nyugállományba. Ezután még haláláig dolgozott mint professor emeritus. 1953 és 1955 között rektorhelyettesi teendőket látott el, 1957 és 1960, illetve 1969 és 1972 között volt a Mezőgazdaságtudományi Kar dékánja.
Könyveiből generációk tanultak, az Öröklés és származástan alapjai című munkáját több ízben is kiadták, spanyol nyelven is megjelent. Ezután 8 másik könyv következett, ezek között A mezőgazdasági növények nemesítése 1966-ban, A növénynemesítés alapjai 1967-ben, A gazdasági növények produkció genetikája 1977-ben (angolul 1984-ben jelent meg).
1969-ben a biológiai tudományok doktora lett (MTA Doktora). 1960-ban indította útnak a növénygenetikus szakmérnök képzést.
A Szent István Egyetem félévszázados oktatómunkája elismeréséül 1993-ban Honoris Causa doktori, 1996-ban professor emeritus címekkel, 2001-ben pedig az Egyetemi Aranyéremmel jutalmazta. A Magyar Tudományos Akadémiától 1998-ban kapta meg az Eötvös Koszorút. 2006. március 15-én, a Magyar Köztársasági Érdemrend Középkeresztjével tüntették ki, amit a Parlamentben vett át. Gyémánt diplomája átvételét már nem érhette meg.
2006. május 12-én még a tanszéken dolgozott, 14-én vasárnap kórházba került, másnap még üzent, hogy a nála vizsgára jelentkezett hallgatókat kollégái értesítsék. 2006. május 16-án kedden reggel érte a halál.

## Művei
- Öröklés és származástan alapjai (1964)
- A mezőgazdasági növények nemesítése (1966)
- A növénynemesítés alapjai (1967)
- A heterózis és mutáció a kukoricában (1967)
- Protein Growth by Plant Breeding (1970)
- A gazdasági növények produkció genetikája (1977)
- Physiological genetics of agricultural crops  (1984)